# Gretchen (ca sĩ)
Maria Odete Brito de Miranda, hay còn được biết đến với nghệ danh là Gretchen (sinh ngày 29 tháng 5 năm 1959 tại thành phố Rio de Janeiro) là nữ diễn viên và nhân vật truyền hình thực tế người Brasil. Bà được khán giả biết đến rộng rãi qua phim điện ảnh Aleluia, Gretchen, nói về câu chuyện của một gia đình nhập cư người Brasil gốc Đức. Gretchen là nữ nghệ sĩ gây nhiều tranh cãi trong suốt sự nghiệp của mình. Bà có biệt danh là Rainha do Bumbum ("Nữ hoàng vòng ba") và được coi là có nhiều ảnh hưởng đến các nghệ sĩ khác.

## Sự nghiệp
Sau nhiều năm hoạt động với tư cách là một ca sĩ hát bè, Gretchen chuyển hướng sang truyền hình với việc xuất hiện trong một chương trình ti vi năm 1978. Sau đó bà phát hành đĩa đơn đầu tay, "Dance With Me", một ca khúc thuộc thể loại nhạc disco, lấy cảm hứng từ Dance a Little Bit Closer của nữ danh ca Charo. Trong các năm 1980, 1981 và 1982, bà phát hành ba album phòng thu thành công là My Name Is Gretchen, You and Me, và Lonely. Các album này bao gồm những bài hát gắn liền với Gretchen sau này như: Freak Le Boom Boom", "Melô do Piripipi", "Conga Conga Conga". SBà1đã bán được tổng cộng 5 mtriệu đĩa trên toàn cầu
Gretchen từng kí hợp đồng với nhà sản xuất để tham gia trong phim khiêu dâm Brasileirinhas vào năm 2006.
Năm 2008, bà trở thành ứng cử viên Đảng Xã hội Dân chủ (Socialist People's Party) trong chiến dịch bầu thị trưởng thành phố Itamaracá.
Ngày 3 tháng 7 năm 2017, bà xuất hiện trong video lời bài hát Swish Swish của nữ ca sĩ người Mỹ Katy Perry.